# Tiszagyulaháza
Tiszagyulaháza ist eine ungarische Gemeinde im Kreis Hajdúnánás im Komitat Hajdú-Bihar.

## Geografische Lage
Tiszagyulaháza liegt 32 Kilometer südöstlich des Komitatssitzes Miskolc und 24 Kilometer nordwestlich der Kreisstadt Hajdúnánás an dem Fluss Király-ér und am linken Ufer der Theiß. Nachbargemeinden sind Újtikos und Tiszadob.

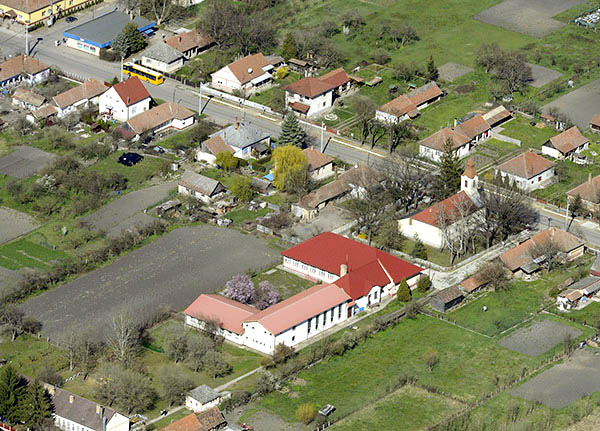
Luftbild von Tiszagyulaháza

## Geschichte
Im Jahr 1913 gab es in der damaligen Kleingemeinde 79 Häuser und 493 Einwohner auf einer Fläche von 1695 Katastraljochen. Sie gehörte zu dieser Zeit zum Bezirk Mezőcsát im Komitat Borsod.

## Sehenswürdigkeiten
- Holzskulpturen:
  - Ave Maria und Anya gyermekével, erschaffen von Béla Mónus
  - Gazdasszony, Lány virágcsokorral und Semmelweis Ignác Fülöp, erschaffen von Tibor Koós
  - Gólyafészek I., Gólyafészek II.,  Pásztor und Tiszai halász, erschaffen von Kálmán Kovács
- Römisch-katholische Kirche Szentlélek eljövetele, erbaut in der zweiten Hälfte der 1920er Jahre
- 56er-Denkmal (56-os emlékmű)

## Verkehr
Durch Tiszagyulaháza verläuft die Landstraße Nr. 3637. Es bestehen Busverbindungen über Újtikos und Polgár nach Tiszaújváros sowie über Tiszadob, Tiszadada, Tiszalök und Szorgalmatos nach Tiszavasvári. Der nächstgelegene Bahnhof befindet sich jenseits der Theiß in Tiszaújváros.